# تراکستون (میزوری)
تراکستون، میزوری (به انگلیسی: Truxton, Missouri) یک منطقهٔ مسکونی در ایالات متحده آمریکا است که در میزوری واقع شده‌است.

## خصوصیات
تراکستون ۰٫۶۵ کیلومترمربع مساحت و ۹۱ نفر جمعیت دارد و ۲۲۴ متر بالاتر از سطح دریا واقع شده‌است.